# Maria Kokot
Maria Kokot, z d. Kożuch (ur. 7 kwietnia 1913 w Królewskiej Hucie, zm. 1 stycznia 2018) – polska działaczka katolicka, członek Prymasowskiej Rady Społecznej (1981-1984).

## Życiorys
W 1932 ukończyła Miejskie Gimnazjum Żeńskie w Chorzowie, w 1935 Wyższe Katolickie Studium Społeczne w Poznaniu, następnie pełniła funkcję Generalnego Sekretarza Katolickich Stowarzyszeń Młodzieży Żeńskiej. Po II wojnie światowej pracowała początkowo w „Caritas” diecezji katowickiej, po 1948 w działach ekonomicznych przedsiębiorstw górniczych w Bytomiu i Katowicach. W 1973 przeszła na emeryturę. Od 1976 do 1990 pracowała w Instytut Śląski w Opolu, którym do 1975 kierował jej mąż Józef Kokot (1961-1975). W 1980 należała do założycieli Klubu Inteligencji Katolickiej przy Kościele katedralnym Świętego Krzyża w Opolu, do 1987 była wiceprezesem Klubu. W latach 1981–1984 była członkiem Prymasowskiej Rady Społecznej.
Jest pochowana na cmentarzu komunalnym w Opolu.